# أليكس غوردون (لاعب كرة قدم)
أليكس غوردون (بالإنجليزية: Alex Gordon)‏ (25 يوليو 1940 - 1996) هو لاعب كرة قدم بريطاني في مركز نصف الجناح. لعب مع نادي برادفورد بارك أفنيو.

## وصلات خارجية
- أليكس غوردون على موقع قاعدة بيانات كرة القدم.إي يو (الإنجليزية)